# 福岡空港駅
福岡空港駅（ふくおかくうこうえき）は、福岡県福岡市博多区大字下臼井にある福岡市地下鉄空港線の駅。同線の終着駅であり、福岡空港国内線ターミナルの地下に位置する。駅番号はK13。
駅のシンボルマークは福岡市出身のグラフィックデザイナー、西島伊三雄がデザインしたもので、「空港」にちなんだ「空を飛ぶ飛行機」である。
博多駅が管理し、JR九州サービスサポートが駅業務を受託する業務委託駅である。

## 歴史
- 1993年（平成5年）3月3日：博多 - 当駅間開通と同時に開業[1]。
- 2018年（平成30年）4月1日：業務委託駅となる[3]。
- 2019年（平成31年）3月28日：従来の改札（現在の国際線連絡バス改札口（東口））の反対側に地下鉄アクセスホール改札（現在の国内線旅客ターミナル改札口（西口））の運用を開始[4]。

## 駅構造
島式ホーム1面2線を持つ地下駅。ホームドアが設置されている。ホームは地下2階にあり、地下1階にコンコースがある。通常は2番のりばを使用し、1番のりばはラッシュ時等列車本数が多い時に使用する。
| 地階    | 出入口                           | 出入口                                     |
| 地下1階 | コンコース階                     | コンコース、案内所、自動券売機、自動改札口 |
| 地下1階 | コンコース階                     | トイレ（改札内）、地下鉄アクセスホール     |
| 地下2階 | 1番ホーム                        | ←■空港線 姪浜・唐津方面（東比恵駅）        |
| 地下2階 | 島式ホーム、ホーム側のドアが開く |                                            |
| 地下2階 | 2番ホーム                        | ←■空港線 姪浜・唐津方面（東比恵駅）        |

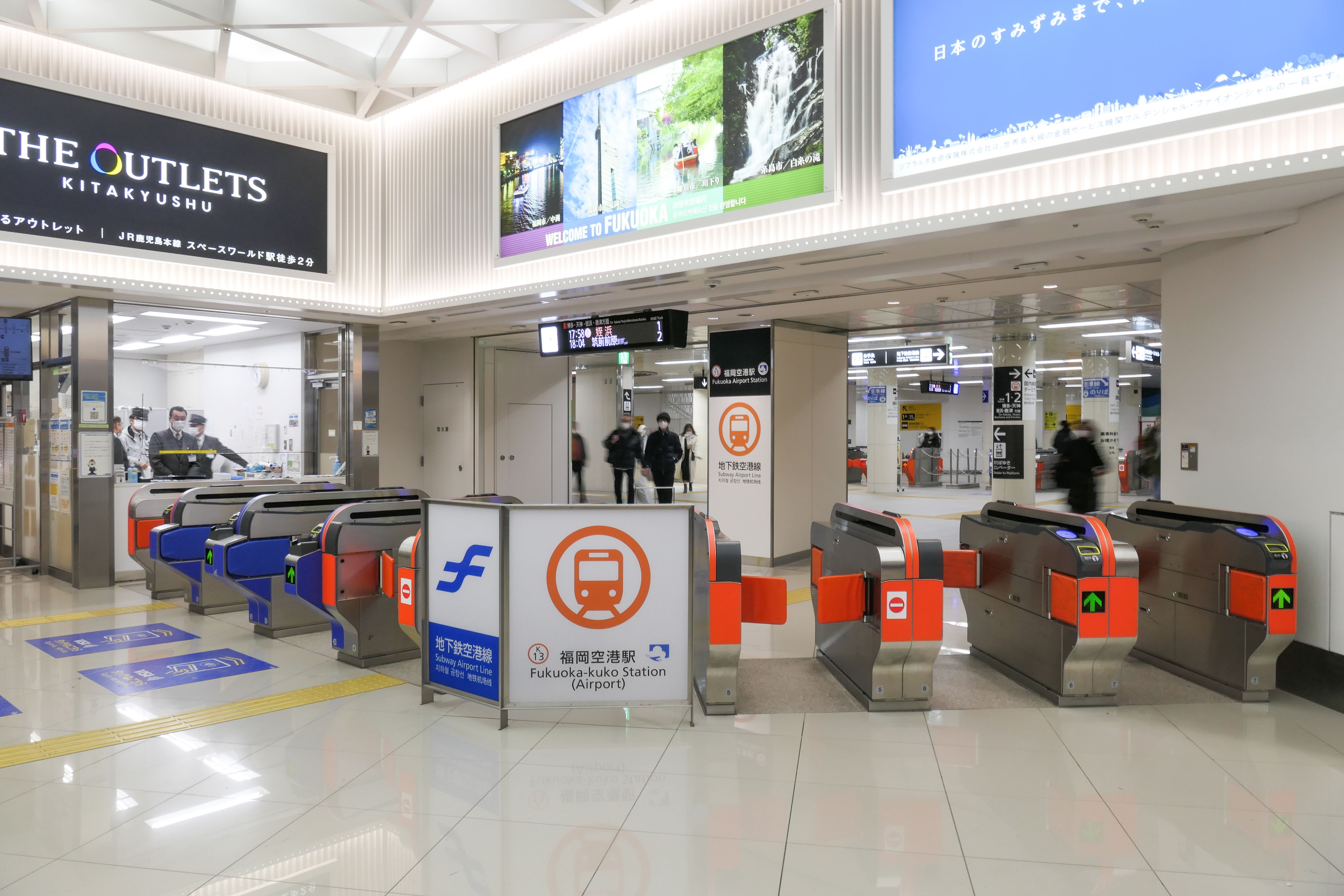
国内線旅客ターミナル改札口（2022年12月）
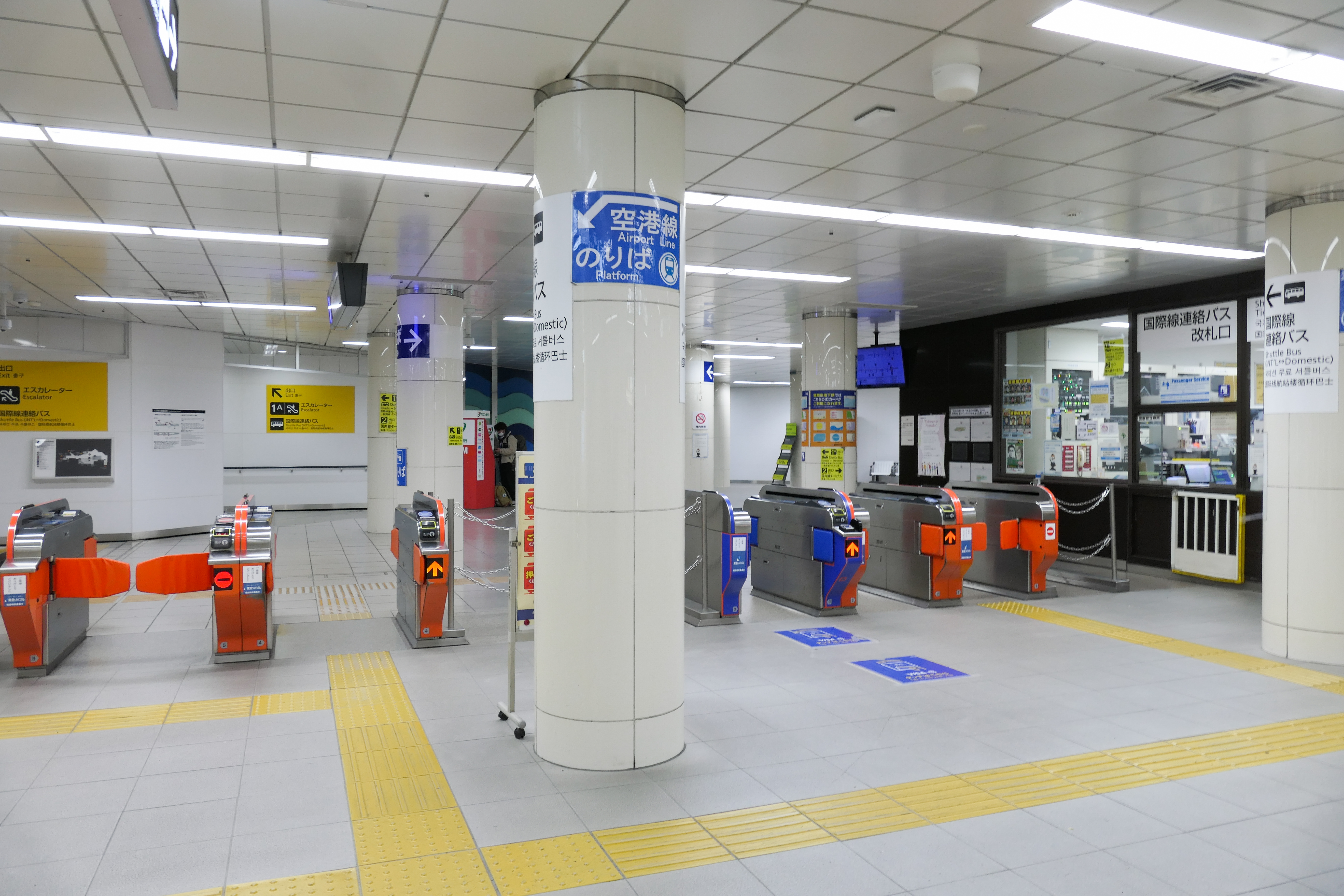
国際線連絡バス改札口（2022年12月）
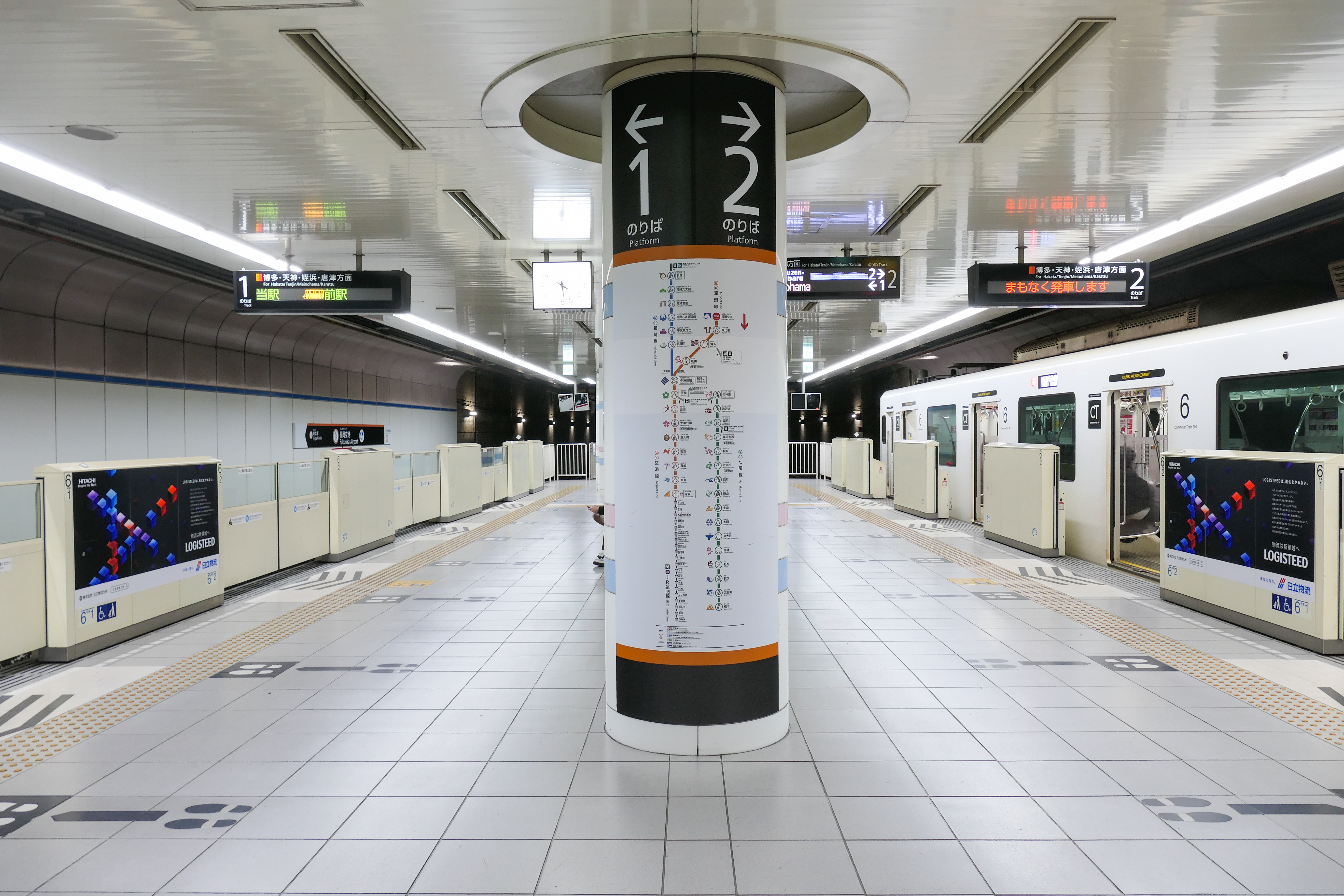
ホーム（2022年12月）
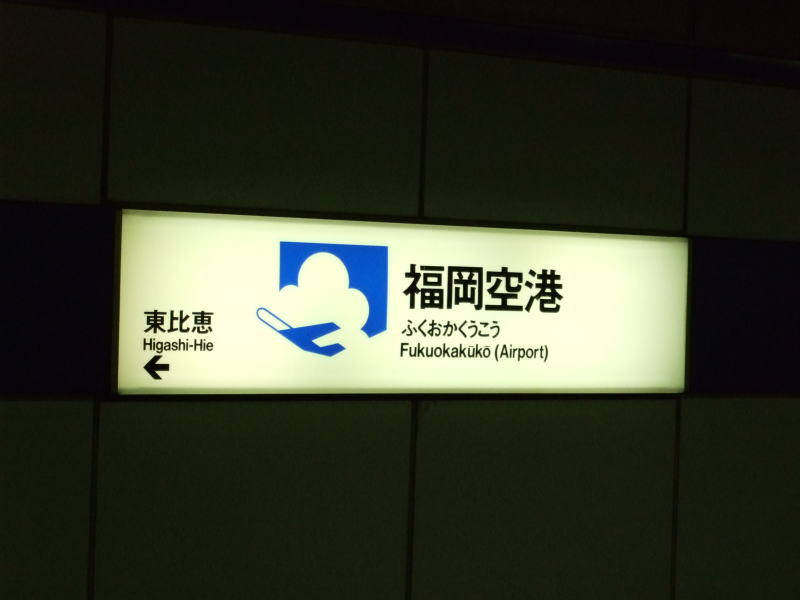
駅名標（2007年8月）

### 出入口
- 1番出口 - 南西側
- 2番出口 - 北西側
- 3番出口 - 南東側
- 4番出口 - 東側

## 利用状況
2023年度の1日平均乗車人員は28,571人であり、博多駅、天神駅に次ぐ第3位である。
近年の1日平均乗車人員の推移は下表のとおりである。
| 年度               | 1日平均 乗車人員 |
| ------------------ | ---------------- |
| 2001年（平成13年） | 20,774           |
| 2002年（平成14年） | 20,746           |
| 2003年（平成15年） | 20,177           |
| 2004年（平成16年） | 20,098           |
| 2005年（平成17年） | 20,017           |
| 2006年（平成18年） | 20,094           |
| 2007年（平成19年） | 20,053           |
| 2008年（平成20年） | 19,885           |
| 2009年（平成21年） | 19,116           |
| 2010年（平成22年） | 18,994           |
| 2011年（平成23年） | 19,732           |
| 2012年（平成24年） | 21,203           |
| 2013年（平成25年） | 22,640           |
| 2014年（平成26年） | 23,748           |
| 2015年（平成27年） | 24,901           |
| 2016年（平成28年） | 25,839           |
| 2017年（平成29年） | 26,728           |
| 2018年（平成30年） | 27,742           |
| 2019年（令和元年） | 27,845           |
| 2020年（令和 2年） | 12,487           |
| 2021年（令和 3年） | 15,513           |
| 2022年（令和 4年） | 23,041           |
| 2023年（令和 5年） | 28,571           |

## 駅周辺
福岡空港の最寄り駅であるが、単なる空港最寄り駅にとどまらず、駅前には宇美町・志免町など郊外への一般路線バスも発着しているほか、空港ターミナル前には高速バスも多く発着しており、福岡市の交通の結節点としての役割も強い。
- 福岡空港国内線ターミナル
- 福岡空港国際線ターミナル - 国内線ターミナルより無料連絡バスが運行している。
- 福岡空港警察署
- 福岡市東部農業協同組合空港前支店
- 福岡市立席田小学校
- 東平尾公園（博多の森）

### バス路線
- 福岡空港第1・第2バス停 - 1番出口前
  - 高速バス・特急バス・急行バス
- 福岡空港前バス停 - 3番出口前
  - 博多駅・志免・須恵方面
- 福岡空港前バス停 - 4番出口前
  - 金隈・南福岡駅・イオンモール福岡・志免・須恵・宇美方面
  - このほか、博多の森（東平尾公園）の最寄り駅となっていることから、ベスト電器スタジアムでアビスパ福岡のホームゲームが開催される日には、試合開始3時間前から直行シャトルバスが運行される。

## その他
福岡市地下鉄空港線は、日本の地下鉄で唯一空港に直接乗り入れている路線である。東京国際空港（羽田空港）・成田国際空港（成田空港）も都営地下鉄浅草線直通列車が運行されているが、京浜急行電鉄空港線（羽田空港）ならびに京成電鉄本線・成田スカイアクセス線（共に成田空港）との相互直通運転によるものであり、空港駅を含む区間が「地下鉄」というわけではない。

## 隣の駅
福岡市交通局
 空港線
東比恵駅 (K12) - 福岡空港駅 (K13)